# Zilebesiran
Zilebesiran ist eine experimentelle kleine interferierende RNA (siRNA). Sie wird als RNAi-Therapeutikum von Roche und Alnylam als Blutdrucksenker für Patienten entwickelt, die bereits andere blutdrucksenkende Medikamente einnehmen. Die Verabreichung erfolgt zweimal jährlich subkutan. Es wirkt, indem es die Synthese von Angiotensinogen in der Leber verhindert.

## Struktur

GalNAc-Ligand
1-[(2S)-1-(2,3-Dihydroxy)propyl]thyminphosphat

Zilebesiran ist eine doppelsträngige, kleine interferierende Ribonukleinsäure (siRNA) aus synthetisch modifizierten Nukleotiden. Der Sense-Strang besteht aus 22 Nukleotiden und trägt am 3'-Ende eine verzweigte GalNAc-Struktur. Sie dient der Verbesserung der Aufnahme der Ribonukleinsäure in die Leberzellen (Hepatozyten). Der Antisense-Strang besteht aus 24 Nukleotiden, darunter ein modifiziertes, ribosefreies 5-Methyluridinphosphat. Der Backbone enthält 6 Phosphorthioatbindungen (-sp-). Die Basenpaare sind in der doppelsträngigen siRNA wie folgt angeordnet:
Darin bedeuten:

X: 2'-O-Methyl-X,

X: 2'-Desoxy-2'-fluor-X

X steht für C (Cytidin), A (Adenosin); G (Guanosin) oder U (Uridin)

U: 1-[(2S)-1-(2,3-Dihydroxy)propyl]thyminphosphat

R1: triantennärer GalNAc-Ligand

–  Phosphodiesterbindung
=  Phosphorthioatbindung (Phosphodiesterbindung, bei dem die Hydroxygruppe durch eine Thiolgruppe ausgetauscht ist)
- GalNAc-Ligand
- 1-[(2S)-1-(2,3-Dihydroxy)propyl]thyminphosphat

## Weblink
Theo Dingermann: Mit RNA-Interferenz gegen Bluthochdruck. In: pharmazeutische-zeitung.de. 25. Juli 2023.